# Campeonato Europeu de Patinação Artística no Gelo de 1914
O Campeonato Europeu de Patinação Artística no Gelo de 1914 foi a vigésima edição do Campeonato Europeu de Patinação Artística no Gelo, um evento anual de patinação artística no gelo organizado pela União Internacional de Patinação (em inglês:  International Skating Union) onde os patinadores artísticos competem pelo título de campeão europeu. A competição foi disputada no dia 8 de fevereiro, na cidade de Viena, Áustria.

## Eventos
- Individual masculino

## Medalhistas
| Evento                        | Ouro                    | Prata                   | Bronze                |
| Individual masculino detalhes | Fritz Kachler · Áustria | Andreas Krogh · Noruega | Willy Böckl · Áustria |

## Resultados

### Individual masculino
| Pos.              | Nome              | Nacionalidade |
| ----------------- | ----------------- | ------------- |
| Medalha de ouro   | Fritz Kachler     | Áustria       |
| Medalha de prata  | Andreas Krogh     | Noruega       |
| Medalha de bronze | Willy Böckl       | Áustria       |
| 4                 | Ernst Oppacher    | Áustria       |
| 5                 | Ludwig Wrede      | Áustria       |
| 6                 | Josef Oppacher    | Áustria       |
| 7                 | Erwin Schwarzböck | Áustria       |

## Quadro de medalhas
| Ordem | País    | Medalha de ouro | Medalha de prata | Medalha de bronze |   | Ordem por total |
| ----- | ------- | --------------- | ---------------- | ----------------- | - | --------------- |
| 1     | Áustria | 1               |                  | 1                 | 2 | 1               |
| 2     | Noruega |                 | 1                |                   | 1 | 2               |
| TOTAL | TOTAL   | 1               | 1                | 1                 | 3 | —               |